# Moctar Ouane
Moctar Ouane (Bamako, 11 ottobre 1955) è un diplomatico e politico maliano.

## Biografia
Ouane presta servizio come primo ministro del Mali dal 27 settembre 2020, in seguito alla deposizione del governo del presidente Ibrahim Boubacar Keïta. In precedenza ha prestato servizio nel governo del Mali come ministro degli affari esteri dal maggio 2004 all'aprile 2011.

## Carriera diplomatica
Ouane è stato consulente tecnico del segretario generale del governo dal 1982 al 1986, capo della divisione accordi e convenzioni internazionali presso il ministero degli affari esteri nel 1986, consigliere diplomatico del primo ministro dal 1986 al 1988, capo di stato maggiore del segretario generale della presidenza dal 1988 al 1990, consigliere diplomatico del presidente Moussa Traoré dal 1990 al 1991 e del capo di Stato transitorio Amadou Toumani Touré dal 1991 al 1992, e poi consigliere diplomatico del primo ministro nel 1992 È stato consigliere politico del ministro degli affari esteri dal 1994 al 1995 prima di diventare il rappresentante permanente del Mali presso le Nazioni Unite il 27 settembre 1995; ha ricoperto tale carica fino al 27 settembre 2002. Durante questo periodo, è stato Presidente del Consiglio di Sicurezza delle Nazioni Unite nel settembre 2000 e dicembre 2001. È stato Ambasciatore Dirigente della Cooperazione Internazionale dal 2003 al 2004 prima di essere nominato Ministro degli Affari Esteri il 2 maggio 2004.
Dopo aver lasciato l'incarico di ministro degli esteri nel 2011, Ouane è diventato consigliere diplomatico dell'unione economica e monetaria dell'Africa occidentale nel gennaio 2014. È diventato consigliere per la pace e la sicurezza dell'istituzione nel 2016.
È stato nominato primo ministro dal presidente Bah Ndaw il 28 settembre 2020.
Il 25 maggio 2021 viene arrestato da un gruppo di militari agli ordini del colonnello Assimi Goita durante un colpo di stato militare promosso dall'esercito.
Il 27 agosto 2021, Moctar Ouane è stato rilasciato dagli arresti domiciliari.